# Mostove
Mostove (en (ucraïnès): Мостове, en rus: Мостовое, Mostovoie) és un poble de la República Autònoma de Crimea, a Ucraïna, que el 2014 tenia 267 habitants. Pertany al districte de Bakhtxissarai.

## Població
Segons les dades del 2001 la composició de la població de la vila de Mostovoie d'acord amb la llengua que empren és la següent:
| Llengua  | %     |
| -------- | ----- |
| Rus      | 66,67 |
| Tàtar    | 28,91 |
| Ucraïnès | 4,08  |